# Sirnajaya (Serang Baru)
Sirnajaya is een bestuurslaag in het regentschap Bekasi van de provincie West-Java, Indonesië. Sirnajaya telt 8949 inwoners (volkstelling 2010).